# Rob Marshall
Rob Marshall (Madison, Estats Units, 17 d'octubre de 1960) és un director de cinema estatunidenc. És el germà de Kathleen Marshall.

## Biografia
Llicenciat per la Universitat Carnegie-Mellon, Rob Marshall és atret per la comèdia musical. L'any 1992, signa la seva primera coreografia a Broadway amb El petó de la dona-aranya. Després haver treballat en diversos espectacles, comença com a escenògraf l'any 1998 signant, al costat de Sam Mendes, la triomfal recuperació novaiorquesa de Cabaret.
Després haver realitzat una versió de l'espectacle Annie per a la pantalla petita, Rob Marshall es llança al setè art l'any 2002 adaptant amb Chicago una altra comèdia musical, que ja l'havia muntat a l'escenari. Aquesta primera experiència cinematogràfica es salda amb un enorme èxit: el film, protagonitzat per Catherine Zeta-Jones, Renée Zellweger i Richard Gere, aconsegueix sis Oscars, i Rob Marshall és nominat en la categoria de millor director.
Rob Marshall signa a continuació Memòries d'una geisha, segons una novel·la d'Arthur Golden, però la seva passió per a l'univers musical és massa forta. L'any 2008, realitza i coreografia el film Nine, comèdia musical portada per un repartiment de luxe: Nicole Kidman, Penélope Cruz, Marion Cotillard i Daniel Day-Lewis, entre d'altres, canten i ballen davant la càmera del cineasta. Des d'aleshores, amb els més grans, Rob Marshall és escollit per dirigir l'any 2011 Pirates of the Caribbean: On Stranger Tides, quarta part de la saga d'aventures.

## Filmografia

### Realitzador

#### Cinema
- 2002: Chicago: The Musical
- 2005: Memòries d'una geisha (Memoirs of a Geisha)
- 2009: Nine[5]
- 2011: Pirates of the Caribbean: On Stranger Tides
- 2014: Into the Woods[6]
- 2018: Mary Poppins Returns[7]
- 2018: Immortal 3

#### Televisió
- 1999: Annie

### Actor
- 2003: The 100 Greatest Musicals

## Premis
- 2003: Nominació Oscar al millor director per a Chicago
- 2003: Nominació Globus d'Or al millor director per a Chicago